# Poecilonota salixi
Poecilonota salixi är en skalbaggsart som beskrevs av Chamberlin 1925. Poecilonota salixi ingår i släktet Poecilonota och familjen praktbaggar. Inga underarter finns listade i Catalogue of Life.